# 白河拉麵

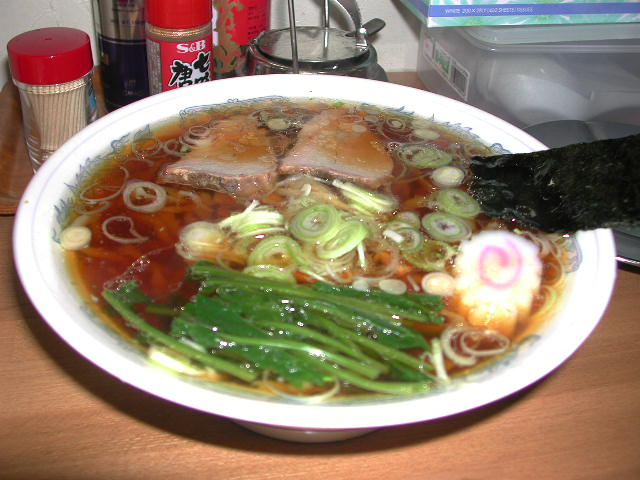
白河拉麵

白河拉麵（白河ラーメン）是日本福島縣白河市及其周邊地區的流行麵食，發源於白河市內的。
白河拉麵以稍濃的醬油來製成湯底，使用寬身捲曲麵條。傳統上是用粗樹枝造棒打造麵條，用菜刀提出，再用手搓揉至捲曲。整體感覺與舊式東京拉麵相彷。